# Voto en blanco computable
Voto en blanco computable o voto en blanco representado son términos utilizados en política para referirse a la representatividad del voto en blanco mediante escaños no atribuidos a ningún partido ni candidato.
Los defensores de esta opción coinciden en que el voto en blanco es un voto crítico con el sistema y por lo tanto no debe ser ignorado, y que visibilizarlo en forma de escaños vacíos permite tanto visibilizar la calidad democrática del sistema en el que se convocan las elecciones como de incentivo para los representantes públicos para satisfacer las demandas ciudadanas respecto a la participación. Todo esto al mismo tiempo que se demuestra su fe en los ideales democráticos y sin ser obligados a decantarse con alternativas populistas. 
Esta propuesta ha sido respaldada por distintos políticos e intelectuales como Miquel Roca:

Que el voto en blanco tenga representación parlamentaria, que el desengaño se visibilice con un montón de escaños vacíos que, además, les obliguen a pactar

Manuel Castells:

Hay que hacer que la gente que no vota esté presente en el Parlamento. No con representantes, sino con escaños vacíos (…). Muchos no votan no porque sean unos vagos, sino porque no tienen a quién votar

Jorge Urdanoz::

La sola presencia de esos escaños huérfanos supondría una demanda de novedades en la oferta política, tornando el sistema más dinámico y competitivo.

o Albert Rivera:

Es una medida excepcional, de presión y para que los partidos que estamos dentro del Parlament tomemos buena nota de ello.

## España
En España, con la presente ley electoral (LOREG), los votos en blanco son válidos y contabilizados, pero no son considerados a la hora de distribuir los escaños entre las formaciones políticas que hubieran superado el porcentaje de voto mínimo para obtener representación (3% para las elecciones Generales, 5% para las municipales).
La idea es defendida por el Movimiento Ciudadano por el voto en blanco computable, que organiza campañas en favor de la difusión pro computabilidad del voto en blanco y que ayuda voluntariamente a los partidos políticos que lo promueven.

### Posición de partidos políticos en España
Aunque la computabilidad en escaños vacíos del voto en blanco no perjudica directamente a ningún partido político en concreto, las fuerzas mayoritarias son las más beneficiadas por la no computabilidad del voto en blanco, ya que son las que obtienen mayor rendimiento en escaños por cada voto, debido a la improporcional legislación electoral española, con su división en 52 circunscripciones electorales, que impide la representación de opciones electorales menores en las circunscripciones medianas y pequeñas. El candidato del Partido Socialista Obrero Español a la presidencia del Gobierno en las elecciones generales de España de 2011, Alfredo Pérez Rubalcaba, indicaba que la propuesta de traducir el voto en blanco a escaños en blanco le parecía "imaginativo pero poco eficaz".
Otros partidos políticos y coaliciones, sin embargo, sí que han considerado la propuesta. Desde 2002, diversos partidos, como Escons insubmisos (Ei), Ciudadanos en Blanco (CenB), Alternativa en Blanco (ABLA) y Escaños en Blanco (EB), han venido defendiendo esta idea. Es a partir de 2011 es cuando el voto en blanco computable toma más repercusión mediática, entre otros motivos por los primeros éxitos de Escaños en Blanco, que en coalición con CenB, logró 3 concejalías en las elecciones municipales de España de 2011 en Gironella (Barcelona) y Foixá (Gerona) que no ocupó nadie durante la legislatura.

#### Partidos activos cuyo fin es el voto en blanco representado
- Escaños en Blanco (EB)

#### Partidos (o coaliciones) activos cuyo programa contiene el voto en blanco representado
- Ciudadanos-Partido de la Ciudadanía (Cs) (no incluyó el voto en blanco computable en el programa electoral de las elecciones autonómicas de Andalucía 2014[10])
- Partido Animalista Contra el Maltrato Animal (PACMA)
- Por un Mundo más Justo (PUM+J)
- Pirates de Catalunya (PIRATA.CAT)

## Bélgica
En Bélgica existe un partido que defiende el voto en blanco representado llamado Partij Blanco o Parti Blanco.
Según indican en su web, se presentan a las elecciones y sus candidatos, una vez elegidos, tendrán las siguientes funciones: Estar presente en la Cámara, abstenerse de cualquier voto propuesto en ella, trabajar una propuesta de modificación de la Constitución y someterla al voto de los diputados.

## Alemania
En Alemania existía en 2013 un partido llamado "Nein Idee" que se presentaba a elecciones municipales para no tomar posesión del cargo.
Su principal candidato llegó a conseguir un 15,6 % de los votos.

## Colombia
Aunque no es exactamente voto en blanco representado, Colombia es el único país en el que se contabiliza el voto en blanco a la hora de validar el reparto de escaños. 
De acuerdo con el artículo 9 del Acto Legislativo 01 de 2009, "Deberá repetirse por una sola vez la votación para elegir miembros de una corporación pública, gobernador, alcalde o la primera vuelta en las elecciones presidenciales, cuando del total de los votos válidos, los votos en blanco constituyan la mayoría. Tratándose de elecciones unipersonales no podrán presentarse los mismos candidatos, mientras que en las corporaciones públicas no se podrán presentar a las nuevas elecciones las listas que no hayan alcanzado el umbral". Según lo anterior, si en la repetición de las votaciones llegara a ganar nuevamente el voto en blanco, quedaría como ganador el candidato que alcanzó la mayoría de votos válidos en el certamen electoral. Por lo cual, se elegirá el segundo puesto en votos.
La Corte Constitucional, en sentencia C-490 de 2011 declaró inexequible la norma de la Reforma Política que ordenaba repetir elecciones "cuando el voto en blanco obtenga más votos que el candidato o lista que haya sacado la mayor votación" y en consecuencia la mayoría necesaria para repetir la elección es mayoría absoluta, es decir el 50% más 1 de los votos válidos, y no mayoría simple.
En las elecciones locales de 2011 en la ciudad de Bello ganó el voto en blanco. Entre los votos no marcados, los votos nulos y los votos en blanco se eleva al 56,7% frente al 43,3% del único candidato que se presentaba. Como consecuencia de todo esto, se tienen que repetir las elecciones en menos de un mes.

## Ecuador
En Ecuador hay un sistema de repetición de elecciones similar al que existe en Colombia, pero se activa con el voto nulo en lugar del voto en blanco.

"Se declarará la nulidad del proceso de elecciones cuando los votos nulos superen a los votos de la totalidad de candidatas o candidatos, o de las respectivas listas, en una circunscripción determinada, para cada dignidad."  (Artículo 147 numeral 3 del Código de la Democracia)

Este mecanismo se activó por primera vez en las Elecciones seccionales de Ecuador de 2023 en la junta parroquial rural de Calacalí (Cantón Quito)

## Francia
En Francia (que tiene un sistema mayoritario a doble vuelta) está el partido Citoyens du vote blanc. Reclaman un sistema similar al de Colombia según indican en su web:

Nuestra asociación hace campaña por el reconocimiento del voto en blanco como “sufragio expreso” e integrado en el cómputo de los resultados. En caso de mayoría de votos blancos, es decir 50% + 1 voto, pedimos que se anule la papeleta y se organice una nueva papeleta con nuevos candidatos.

Para simularlo lo que hacen es presentarse como “candidatos blancos”. Los votos que obtienen se cuentan en los resultados finales como para cualquier otro candidato. En caso de victoria, el candidato renuncia y provoca así la organización de una nueva votación. 

## Suiza
En Suiza actualmente hay una iniciativa popular denominada Voter Blanc  para que el voto en blanco sea tenido en cuenta tanto en las elecciones de representantes como en votaciones de referéndum e iniciativas ciudadanas. 
- Elecciones de representantes: Una mayoría de votos en blanco debe permitir el rechazo de todos los candidatos durante una elección, por ejemplo, un votante que no se siente representado por ninguno de los candidatos.
- Iniciativas populares y referéndum: Una mayoría de votos en blanco que permita que el proyecto sea devuelto a los iniciadores para ser reelaborado para que corresponda mejor a las expectativas populares.